# CRETIB
El código CRETIB hace referencia a las características que hacen que un residuo sea considerado peligroso; el cumplimiento de una o más de esta convierte en peligroso a un residuo; así mismo, residuos no peligrosos mezclados con residuos peligrosos son contaminados y se convierten en peligrosos.

En México la norma NOM-052-SEMARNAT-1993 define CRETIB como:
"El código de clasificación de características que contienen los residuos peligrosos y que significan: corrosivo, reactivo, explosivo, tóxico, inflamable y biológicos infeccioso"
El nombre correcto de la norma es CRETIB. 
Los países son libres para estructurar su legislación de acuerdo a sus necesidades y organización reglamentaria particular;sin contrariar acuerdos internacionales como el Convenio de Basilea.
De acuerdo a la NOM-052-SEMARNAT-2005, un material puede presentar una o varias características que están definidas por el código CRETIB el cual significa:
- C : corrosivo,  Capacidad de un compuesto de disolver a otro. Se indica por el pH y se identifica como una característica dentro .

- R : reactivo, Característica para los residuos peligrosos, porque residuos inestables pueden poseer un problema explosivo en alguna etapa dentro del ciclo de manejo de residuos.

- E : explosivo, Capacidad de las sustancias químicas que provocan una liberación instantánea de presión, gas y calor a temperatura, ocasionado por un choque repentino, presión o alta temperatura. De otra forma son aquellas que producen una expansión repentina, por turbulencia, originada por la ignición de cierto volumen de vapor inflamable, acompañado por ruido, junto con fuerzas físicas violentas capaces de dañar seriamente las estructuras por la expansión rápida de los gases.

- T : tóxico, Capacidad de una sustancia para producir daños en los tejidos vivos, lesiones en el sistema nervioso central, enfermedad grave o en casos extremos la muerte, cuando se ingiere, inhala o se absorbe a través de la piel.

a) Te: Toxicidad Ambiental
La característica de una sustancia o mezcla de sustancias que ocasiona un desequilibrio ecológico.
b) Th: Toxicidad aguda
El grado en el cual una sustancia o mezcla de sustancias puede provocar, en un corto periodo de tiempo o en una sola exposición, daños o la muerte de un organismo.
c) Tt: Toxicidad Crónica
Es la propiedad de una sustancia o mezcla de sustancias de causar efectos dañinos a largo plazo en los organismos, generalmente a partir de exposiciones continuas o repetidas y que son capaces de producir efectos cancerígenos, teratogénicos o mutagénicos.
- I : inflamable, es la medida de la facilidad que presenta un gas, líquido o sólido para encenderse y de la rapidez con que, una vez encendido, se diseminarán sus llamas. Cuanto más rápida sea la ignición, más inflamable será el material. Los líquidos inflamables no lo son por sí mismos, sino que lo son debido a que su vapor es combustible.

- B : Biológico-Infeccioso, Un residuo es biológico- infeccioso cuando: el residuo contiene bacterias, virus u otros microorganismos con capacidad de infección; contiene toxinas producidas por microorganismos con capacidad de infección.

Cada una de las anteriores propiedades cuenta con pruebas específicas a nivel laboratorio, a condiciones estándar, que permiten verificar las propiedades de la sustancia a analizar.
- Datos: Q5737467